# Amphipteryx agrioides
Amphipteryx agrioides is een libellensoort uit de familie van de Amphipterygidae (Bergvlamjuffers), onderorde juffers (Zygoptera).
De soort staat op de Rode Lijst van de IUCN als onzeker, beoordelingsjaar 2006.
De wetenschappelijke naam van de soort is voor het eerst geldig gepubliceerd in 1853 door Selys.